# Maison de Vento
La maison de Vento est une ancienne famille de la noblesse genoise et provençale.

## Historique
Artefeuil mentionne cette famille, qu'il dit originaire de Gênes, depuis Simon Vento, citoyen de Gènes, l'an 1100, envoyé en qualité d'ambassadeur vers Philippe Ier. Toutefois, on n'en a la filiation que depuis Pierre Vento, seigneur de Menton. Son fils, Guillaume Vento est mentionné en tant que seigneur de Puypin et Menton dans la convention d’Aix du 21 juillet 1262, signé entre le comte de Provence et la république de Gênes. Le fils de Guillaume, Manuel Vento, vend son fief de Menton à Charles Grimaldi, seigneur de Monaco en 1346.
L’arrière petit-fils de Manuel Vento, Parceval Vento, est mentionné dans la Critique du Nobiliaire de Provence et dit originaire de Marseille. Ce dernier est assez riche, par son négoce, pour prêter diverses sommes au roi René.
Cette famille a donné un évêque de Grasse (Guillaume de Vento) ; des premiers consuls de Marseille ; un ambassadeur auprès de la Sublime Porte, à la fin du XVIe siècle ; deux chefs d'escadre des galères (Gaspard de Vento et Henri de Vento) et plusieurs capitaines de vaisseaux à la Marine royale, et plusieurs chevaliers de Saint-Louis.
La seigneurie de (ou des) Pennes, acquise par Charles de Vento, viguier de Marseille, en 1534, est érigée en marquisat par lettres du mois d'octobre 1678 (enregistrées à Aix le 18 mars 1682), en faveur de Nicolas de Vento. Le 4e marquis des Pennes, vivant à l'époque de la Révolution, eut une fille unique, Émilie (1788-1865), épouse de Maurice de Laincel (dont postérité).

## Personnalités
- Guillaume de Vento
- Gaspard de Vento
- Henri de Vento (1664-1738)

## Armes & devise
- Armes : Échiqueté d'argent et de gueules.[4]
- Devise : « Super pennas ventorum »[4]